# Кругла вулиця (Київ)
Кру́гла ву́лиця — вулиця у Солом'янському районі міста Києва, місцевість Совки. Пролягає від вулиці Каменярів до цієї ж самої вулиці (прилучається двічі). 

## Історія
Вулиця виникла не пізніше 40-х років XIX століття (вперше зафіксована на картах Києва з околицями 1842 року). Назви не мала.
У 1-й половині XX століття існувала під назвою (5-а) Кооперати́вна (найімовірніше, назву набула після 1923 року, коли село Совки увійшло до складу Києва). Сучасна назва — з 1955 року (від особливостей пролягання і форми вулиці — вона насправді утворює півколо).